# Aeroporto Internazionale di Fresno-Yosemite
L'aeroporto internazionale di Fresno Yosemite  è un aeroporto situato nei pressi di Fresno, negli Stati Uniti d'America.